# Osborne House
Osborne House est une ancienne résidence estivale de la famille royale britannique située à l'est d'East Cowes, sur la côte nord de l'île de Wight, en Angleterre.

## Histoire
En 1843, la reine Victoria et son époux le prince Albert cherchaient une maison à côté de la mer pour une rétraite d'été. Le Premier ministre, Robert Peel, leur recommanda la maison d'Osborne, qui était à l'époque la propriété de Lady Isabella Blanchford. La famille la lui louait jusqu'à ce qu'ils l'acquissent en mai 1845 pour la somme de 28 000 livres sterling. La reine et le prince se décidèrent de faire construire une maison plus grande afin qu'ils puissent y héberger leur famille grandissante.
La nouvelle maison fut construite en 1847 par l'entrepreneur Thomas Cubitt, sur les plans dessinés par le prince Albert. Après la mort de son mari, en 1861, Victoria avait également pris l'habitude d'y séjourner pour les fêtes de fin d'année. C'est aussi dans ce château et non à Londres que sa fille la princesse Alice du Royaume-Uni épousa le 1er juillet 1862, dans une atmosphère marquée par le deuil, le prince Louis de Hesse-Darmstadt.
Jusqu'en 1892, il manquait une grande salle de réception à Osborne. La reine fit ériger une aile nouvelle connue comme l'aile Durbar, achevée en 1892. Cette aile contient le « Durbar Room », une grande salle du style Indien conçue par Lockwood Kipling, père de l'écrivain Rudyard Kipling. L'aile nouvelle fournissait aussi des appartements supplémentaires pour la princesse Béatrice et sa famille.
La souveraine mourut à Osborne le 22 janvier 1901 à 6 h 30 du soir en présence de son fils ainé, l'héritier du trône, le prince de Galles, futur Édouard VII, et de l'un de ses petits-fils, le Kaiser Guillaume II. Après son décès, la demeure fut transformée en musée destiné à l'usage personnel des membres de la royauté.

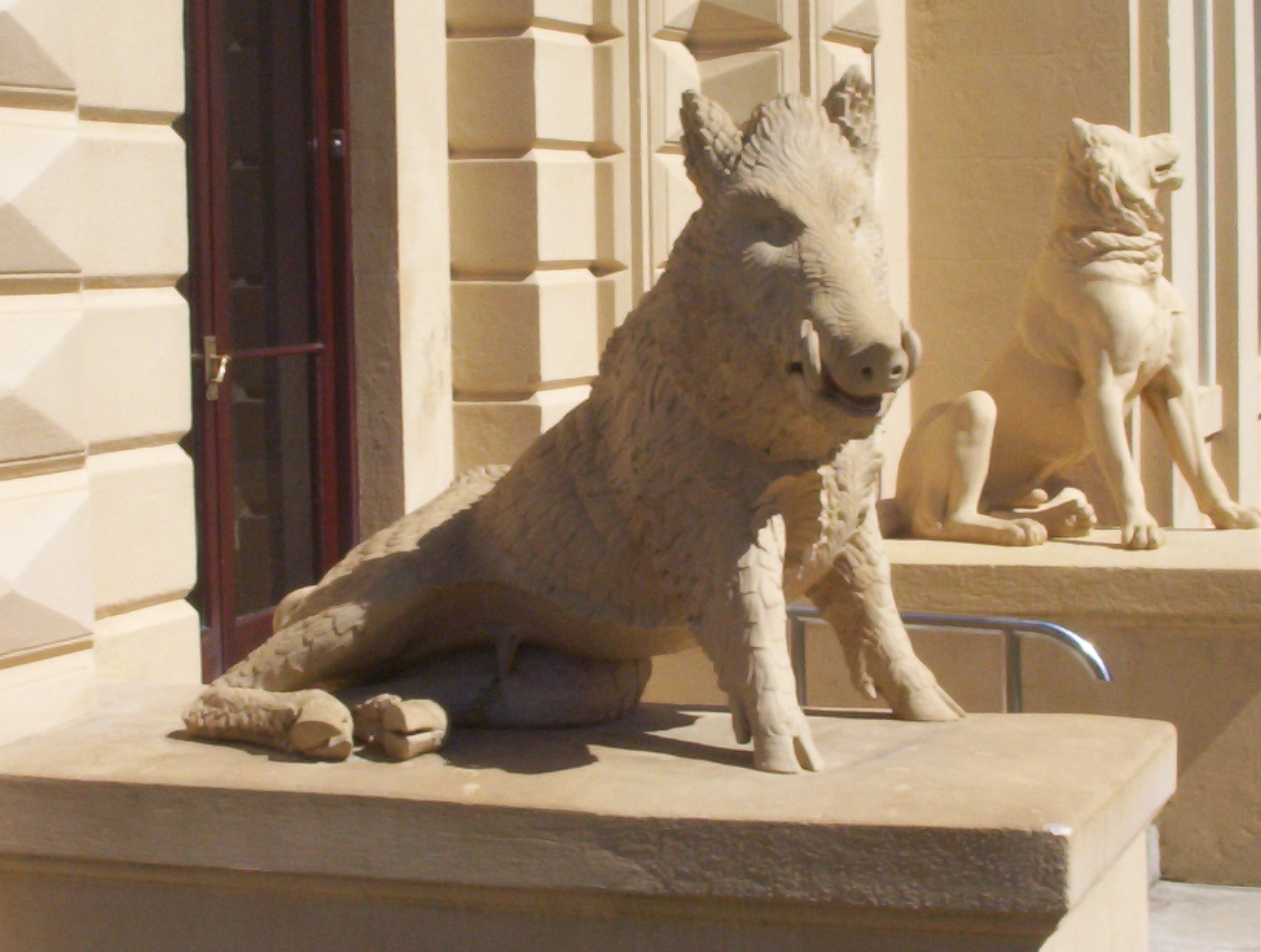
Détail des animaux qui veillent sur la façade.

De 1903 à 1921, Osborne House accueillit également un Royal Naval College qui préparait à l'entrée au Royal Naval College de Dartmouth les jeunes garçons dès l'âge de 13 ans.
Au début du XXe siècle, le rez-de-chaussée fut ouvert au public, mais il fallut attendre 1954 pour que les visiteurs puissent accéder à la chambre à coucher de la reine telle qu'elle l'avait laissée.
Aujourd'hui, le palais appartient aux monuments historiques britanniques et, aussi bien l'édifice que les jardins sont ouverts au public pendant que la famille royale actuelle, quant à elle, a l'habitude de passer l'été au château de Balmoral en Écosse.

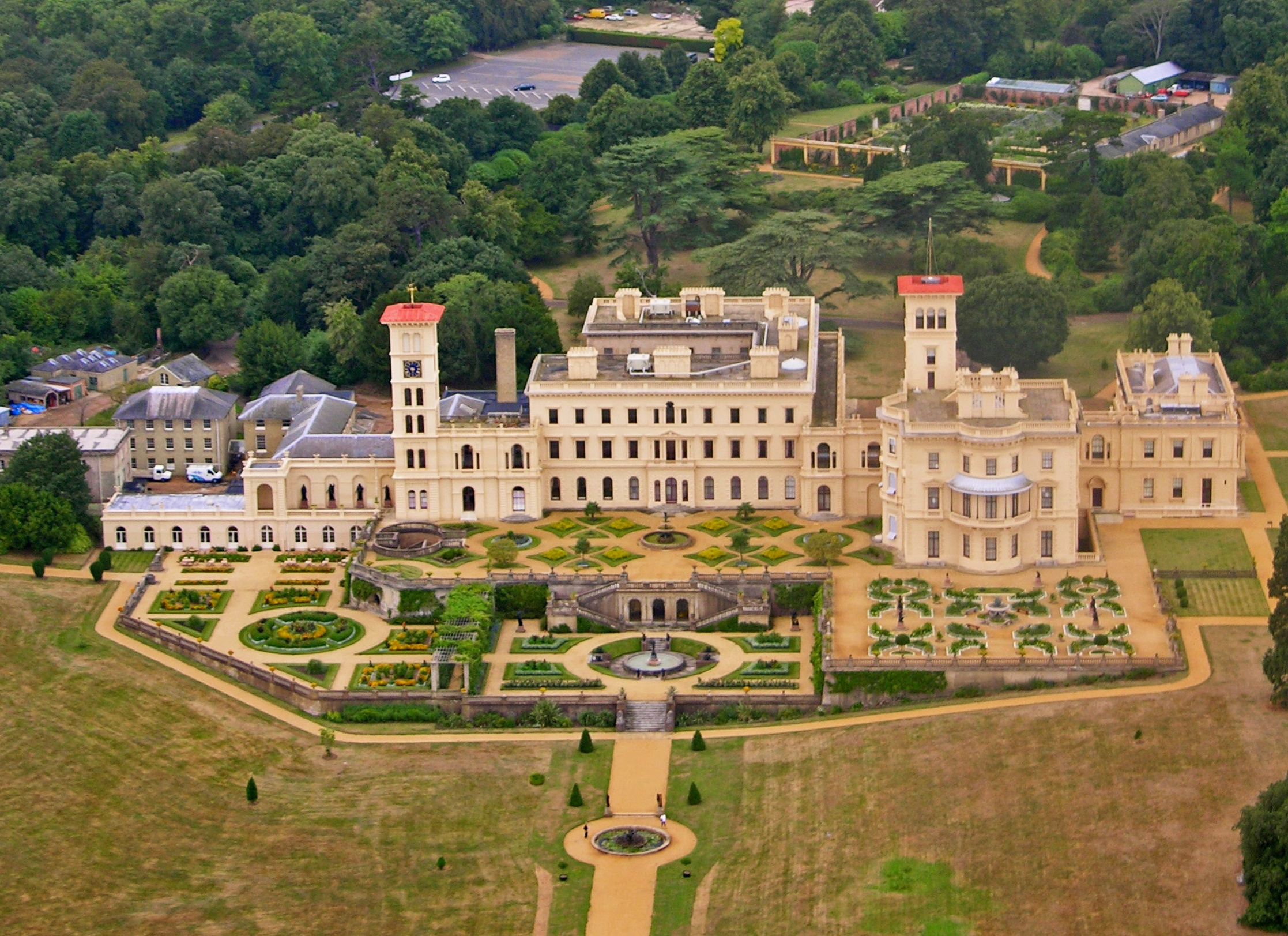
Vue du ciel.

## Protection
La Osborne House fait partie des Monuments classés (listed buildings) de Grade I (« édifices d'un intérêt exceptionnel ») classés par l'English Heritage en Angleterre et au pays de Galles.

## Sources
1. ↑  (en) « History of Osborne », sur english-heritage.org.uk
2. ↑  (en) « State Rooms at Osborne », sur www.english-heritage.org.uk (consulté le 16 juillet 2024)

- (es) Cet article est partiellement ou en totalité issu de l’article de Wikipédia en espagnol intitulé « Castillo de Osborne » (voir la liste des auteurs).

## Ouvrages et articles
- (en) John Adair, The Royal Palaces of Britain, London, Thames and Hudson, 1981.
- (en) Jane Struthers, Royal Palaces of Britain, London, New Holland Publishers (UK) Ltd., 2004.

### Bases de données
- (en) Site officiel
- Ressource relative à l'architecture :   - National Heritage List for England
- Ressource relative aux beaux-arts :   - Art UK (lieux d'art)
- Notices d'autorité :   - VIAF
  - BnF (données)
  - IdRef
  - LCCN
  - GND
  - Australie
  - WorldCat

### Autres liens
- (en) Chênes de Cork plantés dans les jardins d'Osborne House
- (en) Informations sur Osborne House dans l'héritage britannique
- (en) Le jardin d'Osborne House — informations sur l'histoire du jardin, sa conception et construction
- (en) Osborne House photographs, WightCAM - photographies de marches et promenades de la famille royale sur l'île de Wight, 2003.
- (en) Photographies anciennes d'Osborne House et de ses alentours (parcs, dépendances)
- (en) 20/07/1907;Faculté d'Osborne : l'école navale anglaise